# Схинева къща
Схиневата къща (на гръцки: Αρχοντικό Σχοινά) е къща в град Сяр, Гърция.

## Местоположение
Разположена е в северната част на града, на кръстовището на улица „Акрополис“ и улица „Нестор Фокас“. Собственост е семейство Схина.

## История
В 1994 година къщата е обявена за защитен паметник на културата като „забележителна сграда с арка и декоративни елементи, важни за изучаването на историята на архитектурата“.